# 梅爾文 (阿拉巴馬州)
梅爾文（英語：Melvin）是一個位於美國阿拉巴馬州喬克托縣的非建制地區。該地的面積和人口皆未知。

## 地理
梅爾文的座標為31°55′50″N 88°27′32″W / 31.93055°N 88.45888°W，而該地最高點為海拔高度106米（即348英尺）。